# Rolf Guttesen
Rolf Flemming Guttesen er lektor emeritus i geografi ved Københavns Universitets Geografiske Institut, og emeriteret adjungeret lektor i historisk geografi ved Færøernes universitet, Fróðskaparsetur Føroya

## Forskning
Rolf Guttesen har i sin forskningsvirksomhed især interesseret sig for færøske forhold. Han har dækket stort set alle sider af øernes udvikling, således topografi, befolkningsforhold, landbrug (herunder landbrugshistorie) og fiskeri. Han har et stort forfatterskab bag sig, der blandt andet omfatter hvervet som redaktør af "Topografisk Atlas Færøerne" fra 1996 (dansk og engelsk udgave), som udgør en samlet fremstilling af Færøernes geografiske forhold på grundlag af 31 korteksempler fra dels traditionelle, dels moderne bygdesamfund på øerne med gennemgang af livet på Færøerne og af de forhold, som gennem tiderne har sat deres præg på kulturlandskabet på øerne.
Hans tidlige forskning drejede sig især om Færøernes indre og ydre vandringer i 1960-erne, idet han konstaterede, at der foregik en afvandring fra de ydre og mindre øer fortrinsvis til Thorshavn, men ydermere en omfattende nettoafvandring fortrinsvis til Danmark og i mindre udstrækning til Grønland, Norge og Island. I en senere opfølgning efter Danmarks indtræden i EF men Færøernes forbliven udenfor, kunne han konstatere, at der nu skete en nettotilvandring til øerne, idet indvandringen nu var tiltaget i styrke uden, at afvandringen var væsentligt mindsket.
Hans nyere forskning har især bestået i at finde kilder til belysning af Færøernes landbrugs historiske udvikling. En af Guttesens vigtigste opdagelser, var påvisningen af, at færingernes vigtigste kaloriekilde i det gamle bondesamfund, var komælk, som leverede mere end 40% af kaloriebehovet i gennemsnit.
Efter sin emeritering fra Geografisk Institut i København, har Guttesen været aktiv som adjungeret lektor i historisk geografi ved Færøernes Universitet, Fróðskaparsetur Føroya, Søgu og samfelagsdeildin, hvor han var initiativtager til et større forskningsprojekt sammen med folk fra afdelingen om det færøske samfunds forandring i 1800-tallet, hvor befolkningstallet 3-dobledes.
I 2019 udgave han et kritisk værk om den færøske nationalhelt Nólsoyar-Páll eller Poul Poulsen Nolsøe, som belyses fra flere sider, og som giver et mere nuanceret billede end det traditionelle myteprægede. Se under Forfatterskab.

## Tillidshverv
Rolf Guttesen var formand for Færøernes Demografiske Selskab, da det var aktivt. Han har været medlem af ph.d.-bedømmelsesudvalg på RUC.. Han er ledende medlem af den færøske geografgruppe GAIA. Guttesen var formand for det af Færøernes Landsstyre nedsatte udvalg "Genrejsningsudvalget", 1993-94, der skulle analysere og komme med forslag til initiativer for at afbøde den voldsomme økonomiske krise i første halvdel af 1990'erne. Resultatet blev fremlagt i rapporten: "Frágreiðing um bygnaðartrupulleikar í føroyska búskapinum", Tórshavn 1994

## Forfatterskab
- Rolf Guttesen, red. (1996): "Topografisk Atlas Færøerne"; Det Kongelige Danske Geografiske Selskab. København; ISBN 978-87-7702-657-7
- Rolf Guttesen (1996): On the Object and Subject of Geography doi:10.1080/00167223.1996.10649382.
- Rolf Guttesen et.al (1994): "Frágreiðing um bygnaðartrupulleikar í føroyska búskapinum", Føroya Landsstýri. Tórshavn
- Rolf Guttesen (1999): "Commander Løbners Tables and Vital Necessities in the Faeroe Islands in 1813" (Geografisk Tidsskrift; bind 99; s 75-80)
- Rolf Guttesen (2005): "Týskar klumpar og franska sós. Omkring kartoffelens udbredelse på Færøerne i 1700 og 1800-tallet" pp 153-164 in: Marnersdóttir (2005): Eydvinur. Føroya Fródskaparfelag. Tórshavn.
- Rolf Guttesen (2005): "Fiskens betydning som ernæringskilde på Færøerne i første halvdel af 1800-tallet" pp101-115 in: Mortensen ed (2005) Fólkaleikur. Føroya Fróðskaparfelag. Tórshavn
- Rolf Guttesen (2008): "Spor í Tinganesi"; Fróðskapur; Tórshavn; ISBN 978-99918-65-22-5
- Rolf Guttesen (2010): "Veðurlag, framleiðsla og fólkatal í 1800-talinum og fyrr" pp 43-65 in: Nolsøe ed. "Brot úr Føroya Søgu". Fróðskapur og Landsskjalasavnið. Tórshavn. ISBN 978-99918-65-29-4
- Rolf Guttesen (2014): "Differences between tithe accounts and the material reality behind them - the case of Faeroe Islands." (Fróðskaparrit vol. 60; pp 83-95 )
- Rolf Guttesen (2014): "Sendingsgods fra Færøerne 1805-1855" pp 20-51 in Fróðskaparrit vol. 61
- Rolf Guttesen (2019); "Poul P.Nolsøe - Skúmisleiv og tjóðarhetja." (496 pp), Forlagið Glyvursnes 2019. Tórshavn. ISBN 978-99918-3-616-4
- Rolf Guttesen (2022): "Kirkjutíggjund 1693-1900 sum upplýsing um skiftandi veðurlag fyrr í tíðini". pp 26-31 in: Frøði 1/2022. ISSN 1395-0045. (2023):
- Rolf Guttesen (2023): "Gamla bóndasamfelagið kundi ikki velta meira korn", in Frøði 1/2023. ISSN 1395-0045

### På nettet
- Rolf Guttesen (1970): "Færøernes migrationer 1961-65, med en kort befolkningsbeskrivelse" (Geografisk Tidsskrift, Bind 69; s. 1-27)
- Rolf Guttesen (1980): "Recent Development in Faroese Fishing Industry" (Geografisk Tidsskrift, Bind 80; s. 102-108)
- Rolf Guttesen (1984): "Migration trends on the Faroe Islands" (Geografisk Tidsskrift, Bind 84; s. 74-78)
- Rolf Guttesen (1991): "Fishing management experiences on the Faroe Islands since 1977" (Geografisk Tidsskrift, Bind 91; s. 19-25)
- Guttesen, R. (1992). New Geographical and Historical Information from Lucas Janz Waghenaer’s Faroe-chart. Geografisk Tidsskrift, 92.
- Rolf Guttesen (1999): "On the Oldest Territorial Division of the Faeroe Islands" (Fróðskaparrit vol. 47; pp 139-152)
- Rolf Guttesen (2001): "Plant production on a Faeroese farm 1813-1892, related to climatic fluctuations" (Geografisk Tidsskrift, Bind 101; s. 67-76) Arkiveret 17. marts 2012 hos  Wayback Machine
- Rolf Guttesen (2003): "Animal production and climate variation in the Faeroe Islands in the 19th century" (Geografisk Tidsskrift, Bind 103; s. 81-91) Arkiveret 6. maj 2014 hos  Wayback Machine
- Rolf Guttesen (2005): "Food production, climate and population in the Faeroe Islands 1584-1652" (Geografisk Tidsskrift, Bind 104; s. 35-46) Arkiveret 6. maj 2014 hos  Wayback Machine
- Rolf Guttesen, K. J. Edwards, P.J. Sigvardsen (2008): A peatland landscape at Akraberg, Suðuroy, Faroe Islands: Peat mounds and a cautionary lesson (Geografisk Tidsskrift, Volume 108(2) 2008, pages: 27-35.) Arkiveret 19. juli 2011 hos  Wayback Machine